# جان اندرسون
جان اندرسون (انگلیسی: Jon Anderson؛ زادهٔ ۲۵ اکتبر ۱۹۴۴) موسیقی‌دان، خواننده و ترانه‌سرای اهل بریتانیا است. او از سال ۱۹۶۳ میلادی تاکنون مشغول فعالیت بوده و بیشتر به‌عنوان خواننده اصلی گروه پراگرسیو راک یس و همچنین به‌خاطر پروژه‌های انفرادی‌اش در همکاری با هنرمندان دیگر شناخته می‌شود.